# Christian Nagiller

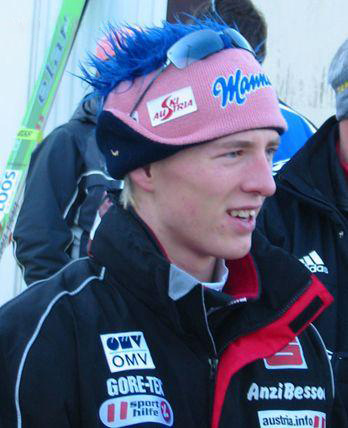
Christian Nagiller i Zakopane 2003.

Christian Nagiller, född 24 juni 1984 i Hall in Tirol, är en österrikisk tidigare backhoppare. Han representerade SV Innsbruck-Bergisel.

## Karriär
Christian Nagiller debuterade internationellt i världscupen under tysk-österrikiska backhopparveckan på hemmaplan i Bergiselbacken i Innsbruck 3 januari 2000 där han blev nummer 39. Han tävlade också i avslutningstävlingen i Paul-Ausserleitner-Schanze i Bischofshofen (slutade som nummer 35) innan han startade i juniorvärldsmästerskapen 2000 i Štrbské Pleso. Där vann han guldmedaljen i lagtävlingen, tillsammans med bland andra Martin Koch, före Norge och Finland.
Nagiller tävlade mestadels i kontinentalcupen säsongen 2001/2002. Han deltog i junior-VM 2002 på hemmaplan i Schonach im Schwarzwald. Då blev han nummer 26 i den individuella tävlingen och vann en silvermedalj i lagtävlingen, efter Finland och före bronsvinnarna från Slovenien.
Från januari 2003 tävlade Nagiller åter i världscupen. 23 januari 2003 tog Nagiller sin första och enda seger i en deltävling i världscupen, i stora backen i Hakuba i Japan. han vann tävlingen med god marginal (11,7 poäng) före finländaren Matti Hautamäki och landsmannen Hideharu Miyahira. Han var som bäst i världscupen säsongen 2002/2003 då han blev nummer 18 sammanlagt. Han blev som bäst i backhopparveckan säsongerna 2002/2003 och 2003/2004 då han slutade på 59:e plats. Han har en lagseger i världscupen för Österrike i Holmenkollen i Oslo 8 mars 2003.
Nagiller startade i Skid-VM 2003 i Val di Fiemme i Italien. Där startade han i de individuella tävlingarna och blev nummer 30 i normalbacken och nummer 31 i stora backen. Österrike blev nummer 5 i lagtävlingen, utan Nagiller i laget.
Från februari 2004 tävlade Nagiller resten av karriären i kontinentalcupen. Hans sista tävling var på hemmaplan i Seefeld in Tirol 1 januari 2006. Sedan avslutade han sin backhoppningskarriär.